# Церковь Посещения Пресвятой Девы Марии (Варшава)
Церковь Посещения Пресвятой Девы Марии (пол. Kościół Nawiedzenia Najświętszej Maryi Panny) — церковь в архиепархии Варшавы Римско-католической церкви в столице Польши. Храм расположен в историческом центре Варшавы в Нове Място. Это одно из немногих зданий в готическом стиле, сохранившихся в городе.

## История
Церковь Посещения Пресвятой Девы Марии была основана Янушем I Старым, герцогом Мазовецким и его супругой Данутой Анной Литовской в 1409 году на месте древнего языческого капища. В 1411 году храм был освящён епископом Войцехом Ястшембецем. Прихожанами церкви были, главным образом, рыбаки и ремесленники. Проповеди в храме читались на немецком языке. В процессии Тела Христова принимал участие король Польши.
Храм уничтожался и восстанавливался несколько раз. Во второй половине XV века однонефная церковь была расширена и преобразована в трехнефную базилику при поддержке Болеслава IV, герцога Варшавского. В 1518 году была построена колокольня. Король Сигизмунд Август 14 января 1562 года в Ломже подчинил церковь капитулу собора Святого Иоанна Крестителя с правом назначения в приход викариев. Спустя почти полвека, епископ Анджей Опалиньский 30 апреля 1608 года предоставил приходу автономный статус.
Во время войны со Швецией в XVII веке храм был разграблен и разрушен протестантами. В XIX веке было построено крыльцо, преобразована башня, сделана новая крыша. В 1829 году в храме был поставлен новый орган. В 1906—1915 годах здание церкви было реконструировано под руководством Юзефа Пиуса Дзеконьского и Стефана Шиллера.
Храм серьёзно пострадал во время Второй мировой войны. Он сгорел во время Варшавского восстания. В 1947—1952 годах церковь была восстановлена архитектором Беатой Трылиньской. Ей был возвращён первоначальный вид.

## Описание
Церковь в готическом стиле имеет ступенчатый фронтон, декоративные ниши в стене, оживальный портал, контрфорсы. Колокольня со ступенчатыми фронтонами, которую часто сравнивают с гроздью винограда. За церковью находится небольшой парк со ступенями, которые ведут вниз к реке Висла на набережную имени Тадеуша Костюшко. Церковь окружена каменной стеной. На этой территории, бывшем кладбище, растут высокие каштаны. Здесь деревянный крест и статуя Богоматери XIX века. По бокам храма в XVII—XVIII веке были построены две белых квадратных часовни с зелеными купольными крышами в стиле барокко. В интерьере неоготический алтарь с картиной «Посещения Пресвятой Девы Марии». В капелле Божьего Милосердия металлическая статуя Иисуса Христа.